# Flagge Tansanias
Die Flagge Tansanias wurde am 30. Juni 1964 offiziell angenommen.

## Entstehung und Bedeutung der Nationalflagge
Die Tanganyika African National Union (TANU) verwendete eine Flagge mit drei Längsstreifen in grün-schwarz-grün. Grün symbolisierte die Fruchtbarkeit des Landes und der schwarze Streifen stellte die afrikanische Bevölkerung dar. Als Tanganjika am 9. Dezember 1961 von Großbritannien unabhängig wurde, übernahm man die Flagge der TANU als Nationalflagge und fügte goldene Säume hinzu, die für die reichen Bodenschätze standen.
Die benachbarte Insel Sansibar führte bei ihrer Unabhängigkeit eine blau-schwarz-grün, horizontal gestreifte Flagge. Bei der Fusion beider Staaten zur Republik Tansania wurde die tanganjikasche Flagge schräg versetzt und das untere Grün wurde zu einem Blau, das nun den Indischen Ozean darstellt.

Flagge der TANU
Flagge des unabhängigen Tanganjika 1961–1964
2:3   Flagge der Volksrepublik Sansibar (12. Januar bis 26. April 1964)

## Kolonialflaggen Tanganjikas
Als erste Flagge Tanganjikas könnte man die Flagge der Deutsch-Ostafrikanischen Gesellschaft nennen. Auf ihr war ein schwarzes Kreuz auf weißem Feld zu sehen, in dessen linkem oberen Rechteck fünf weiße Sterne auf rotem Feld waren, die das Sternbild des Kreuz des Südens symbolisieren.
Während der Zeit als deutsche Kolonie Deutsch-Ostafrika wurde an öffentlichen Gebäuden die Reichsdienstflagge (bzw. „Reichskolonialflagge“) gezeigt. Das Militär (die Schutztruppe) marschierte auch oft unter der sogenannten „Reichskriegsflagge“. Es gab Planungen für eigene Flaggen und Wappen für die deutschen Kolonien, so wie der nebenstehende „Flaggenentwurf für Deutsch-Ostafrika“. Diese Entwürfe wurden aber offiziell nie eingeführt.
Mit dem Wechsel zum britischen Mandatsgebiet Tanganjika wehte von 1920 bis 1961 eine rote Flagge mit Union Jack in der Gösch und einem Giraffenkopf.

Deutsch-Ostafrikanische Gesellschaft
Entwurf für eine Flagge Deutsch-Ostafrikas
Britisches Mandats- bzw. Treuhandgebiet Tanganjika, 1919–1961

## Sansibar
Hauptartikel: Flagge Sansibars
Im 19. Jahrhundert führte das Sultanat Sansibar stets eine rote Flagge. 1963 kamen schließlich die Farben blau-schwarz-grün als Flagge Sansibars zum Vorschein. Mit der Vereinigung mit dem Festland hatte Sansibar zunächst keine eigene Flagge mehr. Erst am 10. Januar 2005 erhielt sie wieder eine eigene Flagge als offizielles Symbol.

Rote Flagge des Sultans
Flagge des Sultanats Sansibar (10. Dezember 1963 bis 12. Januar 1964)
2:3  Kurzzeitig verwendete Flagge im Januar 1964
2:3 Flagge Sansibars seit 2005

## Weitere Flaggen Tansanias
Die Marineflagge nach britischem Vorbild mit der Nationalflagge in der Gösch und rotem Georgskreuz auf weißem Grund wurde nur in den ersten Jahren verwendet. Heute zeigt die Marine Tansanias die Nationalflagge.
Auf Pemba wurde 1964 kurzzeitig eine Volksrepublik ausgerufen, die eine rote Flagge mit den grünen Umrissen der Insel führte.

1:2   Marineflagge von Tansania
Volksrepublik Pemba, 1964